# Radhi Devlukia-Shetty
Pour les articles homonymes, voir Shetty.
Radhi Devlukia-Shetty, née le 30 juillet 1990, est une influenceuse anglaise d'origine indienne, spécialisée en cuisine bien-être, végétarienne et védique.

## Biographie

### Enfance, formation et débuts
Radhi Devlukia-Shetty est britannique d'origine indienne. Elle grandit en Angleterre avec ses parents, elle a une sœur. Elle est mariée avec Jay Shetty depuis 2016, avec qui elle vit en Californie, aux Etats-Unis,,. 

### Carrière
Radhi Devlukia-Shetty est une influenceuse sur les médias sociaux comme Facebook, Instagram et YouTube et elle interview dans des émissions.
Elle travaille en qualité de diététicienne à l'Hôpital général de Watford[réf. à confirmer].
Elle est spécialisée dans la cuisine bien-être, végétarienne d'origine indienne avec une forte influence ayurvédique. Elle fait des démonstrations de recettes et intervient sur des sujets en lien avec le bien-être, le yoga, les émotions et la pleine conscience,,,.
En 2021, elle lance avec son mari, une nouvelle marque de thé Sama. La campagne de communication lie les traditions séculaires, propre à l'Angleterre et l'Inde, avec celle de l'intelligence artificielle.
La même année, ils mettent en place un fonds de soutien pour aider à lutter contre le Covid en Inde « Help India Breathe ».